# ديفيد آيسنبرج
ديفيد آيسنبرج (بالإنجليزية: David Eisenberg)‏ هو عالم كيمياء حيوية أمريكي، ولد في 15 مارس 1939 في شيكاغو في الولايات المتحدة.